# L'Ombre des oubliés
Pour plus de détails, voir Fiche technique et Distribution.
L'Ombre des oubliés est un film documentaire congolais (RDC) réalisé par José-Adolphe Voto et produit par Louis Vogt Voka, sorti en 2016,,.

## Synopsis
L'Ombre des oubliés est un fils documentaire qui raconte l'implication de l'armée nationale congolaise (anciennement appelée Force publique) dans la Seconde guerre mondiale en mettant un accent particulier sur deux anciens combattants, tous deux caporal, Albert Kunyuku et Daniel Miuku.
L'Ombre des oubliés part de leur recrutement (Albert Kunyuku a été enrôlé dans la Force publique à l'âge de 18 ans), leur formation, leur expédition, les moments fort de la guerre, leur retour au pays jusqu'à l'après guerre.